# Hoàng Xuân Lãm
Hoàng Xuân Lãm né le 10 octobre 1928 à Huế et mort le 2 mai 2017 à Davis, est un général de l'armée de la République du Vietnam (ARVN).

## Carrière militaire
À la fin de 1965, alors que Hoàng Xuân Lãm commande la 2e division, le général William Westmoreland du Military Assistance Command, Vietnam ( COMUSMACV) et son chef d'état-major des opérations, le général William E. DePuy, impute le manque d'efficacité de la division à son commandant pas assez agressif, qui a été soit réticent ou incapable de faire bouger l'unité au cours de l'année.
En 1967, il reçoit la responsabilité de la zone tactique du 1er corps d'armée. Pendant la bataille de Khe Sanh, 1 500 civils, dont 400 de l'ethnie Bru, cherchent à fuir la région. Hoàng Xuân Lãm  autorise l'évacuation des 1 100 vietnamiens, mais les Brus reçoivent l'ordre de rester. Hoang Xuan Lam déclare : « Il n'y avait pas de place pour les réfugiés d'ethnies minoritaires ».
En 1971, Hoàng Xuân Lãm coordonne l'opération Lam Son 719 qui vise à frapper la piste Ho Chi Minh dans le sud-est du Laos.
En raison de ses relations politiques avec le président Nguyễn Văn Thiệu, il commande, encore, le 1er corps d'armée lorsque les Nord-Vietnamiens lancent l'offensive de Pâques en 1972.
Le 2 mai 1972, Nguyễn Văn Thiệu le relève de son commandement pour manque de compétence et le rappelle à  Saïgon où il dirige une campagne anti-corruption au ministère de la Défense.[réf. nécessaire]
Son remplaçant à la tête du 1er corps d'armée, le lieutenant-général Ngô Quang Trưởng, déclare : « J'avais servi dans le 1er Corps sous le général Lãm et la catastrophe qui s'y est produite ne m'a pas surpris. Ni le général Lãm ni son état-major n'étaient compétents pour manœuvrer et soutenir de grandes forces dans des combats intenses ».